# Next公司
Next公司（Next plc，也用小寫的next）是英國的一家跨國服裝、鞋類、家居製品銷售企業，總部位於萊斯特郡恩德比。next公司大部分店鋪位於英國和愛爾蘭，少數位於歐洲大陸、亞洲和中東地區。按銷售額來看的話，Next是英國最大的服裝零售企業，在2012年初和2014年超過Marks & Spencer。Next公司也是倫敦證券交易所的上市公司，並且是FTSE100指數的成份股之一。Next公司由Joseph Hepworth於1864年創建於利茲，當時名為Joseph Hepworth & Son。

## 外部連結
- 官方网站